# 郭南燕
郭 南燕（かく なんえん、Nanyan Guo, 1962年 - ）は、中国の日本学者。明治大学文学部専任教授。
専攻は、日本近代文学・日本語文学・来日宣教師の文化事業。

## 来歴・人物
中国上海出身。上海常熟路小学（1970-76)、上海愛華中学（1976-80)を経て、1980年復旦大学外国語学部日本語学科に進学し、1984年に大学を卒業後、お茶の水女子大学大学院人文科学研究科日本文学修士課程（1986-88) に学ぶ。修了後、同大学院人間文化研究科比較文化博士課程（1988-90）に学び退学。カナダ・トロント大学大学院博士課程に留学（1990-93）して退学。1996年お茶の水女子大学人文科学博士、学位論文は「志賀文学の源流」。
ニュージーランド・オタゴ大学講師（Lecturer、1993-2000）・上級講師（Senior Lecturer、2001-05）・准教授（Associate Professor、2006-08）、国際日本文化研究センター海外研究交流室准教授（2008-17）を経て、東京大学グローバルリーダー育成プログラム推進室特任教授（2019-23)を経て、現職。

## 主な著作

### 単著
- Refining Nature in Modern Japanese Literature: The Life and Art of Shiga Naoya, Lexington Books, 2014.
- 『志賀直哉で「世界文学」を読み解く』（作品社）2016年
- 『ザビエルの夢を紡ぐ: 近代宣教師たちの日本語文学』（平凡社）2018年
- Making Xavier's Dream Real: Vernacular Writings of Catholic Missionaries in Modern Japan, Japan Publishing Industry Foundation for Culture, 2020.

### 共著
- (N. Guo, S. Hasegawa, H. Johnson, H. Kawanishi, K. Kitahara) Tsugaru: Regional Identity on Japan’s Northern Periphery, University of Otago Press, 2005
- （井上章一・郭南燕・川村信三）『ミッションスクールになぜ美人が多いのか　日本女子とキリスト教』（朝日新書）2018年
- （井上章一・呉座勇一・フレデリック・クレインス・郭南燕）『明智光秀と細川ガラシャ: 戦国を生きた父娘の虚像と実像』（筑摩選書）2020年

### 編著
- 『周縁地域の自己認識―津軽とオタゴの知識人を中心に―』（弘前大学出版会）2007年
- 『バイリンガルな日本語文学：多言語多文化のあいだ』（三元社）2013年
- 『キリシタンが拓いた日本語文学：多言語多文化交流の淵源』（明石書店）2017年
- 『ド・ロ版画の旅：ヨーロッパから上海〜長崎への多文化的融合』（創樹社美術出版）2019年
- 『宣教師の日本語文学　研究と目録』（勉誠出版）2023年

### 共編著
- 北原かな子、郭南燕編『津軽の文化と歴史を知る』（岩田書院）2004年
- 郭南燕、ガヴァン・マコーマック編『小笠原諸島―アジア太平洋から見た環境文化』（平凡社）2005年
- Japan's Wartime Medical Atrocities: Comparative Inquiries in Science, History and Ethics, Routledge, 2010.

### 翻訳
- 『虚幻的楽園―戦後日本総合研究』上海人民出版社、1999年（原書：Gavan McCormack, The Emptiness of Japanese Affluence, M. E. Sharpe, 1998.）
- 『騎鯨人』上海人民出版社、2003年（原書：Witi Ihimaera, The Whale Rider, 1987）
- Nanyan Guo, Raquel Hill (共訳) Tōhoku: Japan’s Constructed Outland, Brill, 2015（原書：河西英通『東北』中公新書、2001）
- 林潔、郭（共訳）『都靈聖殮布』良友之声出版社、2017年（原書：コンプリ『これこそ聖骸布』ドン・ボスコ社、2015）